# Gayatri Joshi

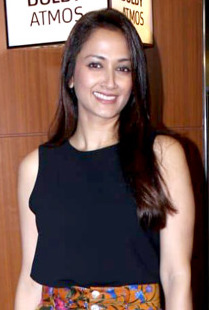
Gayatri Joshi, 2018

Gayatri Joshi (Marathi गायत्री जोशी; * 20. März 1977 in Mumbai) ist indische ehemalige Schauspielerin und Fotomodell.

## Leben
Als sie ihre Karriere im Jahr 1996 als Fotomodell in der indischen Metropole Mumbai begann, studierte sie noch am Sydenham College. Dort erwarb sie noch im selben Jahr den Titel Bachelor of Commerce.
Bereits 1999 war sie eine von fünf nationalen Finalistinnen beim „Femina Miss India“-Schönheitswettbewerb. Nur ein Jahr später vertrat sie ihr Heimatland bei der „Miss International“-Schau in Japan.
In den Folgejahren war sie in zahlreichen Werbespots zu sehen. Besonders in Asien wurde der Hyundai-Spot, den sie zusammen mit Shah Rukh Khan drehte, sehr bekannt. Neben ihren Werbeengagements konnte sie auch als Darstellerin in Musikvideos von indischen Stars wie Jagjit Singhs Sagar oder Ki Kashti weitere schauspielerische Erfahrung sammeln.
Ihr Spielfilmdebüt gab sie 2004 in dem Bollywooderfolg Swades – Heimat, den der Regisseur Ashutosh Gowariker inszenierte.
Im Jahr 2005 heiratete Joshi den Milliardär Vikas Oberoi und beendete ihre kurze Schauspielkarriere. Das Paar hat zwei Söhne. Das Vermögen ihres Mannes wird auf 5,5 Milliarden US-Dollar geschätzt.

## Preise
- 2005: Bollywood Movie Award, Best Female Debut, Swades.
- 2005: Screen Award, Best Newcomer (Female), Swades.
- 2005: Zee Cine Award, Best Newcomer, Swades.